# Mark Tremonti

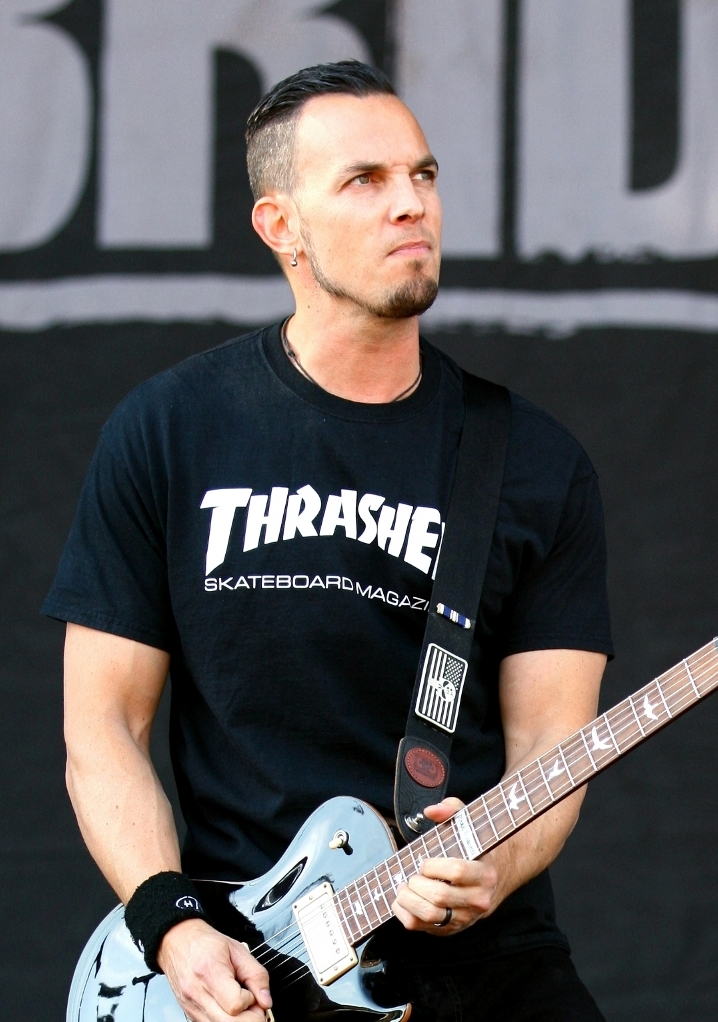
Tremonti (2014)

Mark Thomas Tremonti (* 18. April 1974 in Detroit) ist ein US-amerikanischer Sänger und Gitarrist. Er ist Mitglied der Bands Creed und Alter Bridge und veröffentlicht solo unter dem Namen Tremonti.

## Leben
Tremonti begann sich im Alter von elf Jahren autodidaktisch das Gitarrespielen beizubringen. 1990 lernte er in Orlando Scott Stapp kennen. Tremonti selbst spielte zu der Zeit in einer Band namens Wit’s End als Gitarrist. Nach dem High-School-Abschluss ging Tremonti für ein Jahr an die Florida State University in Tallahassee und studierte Finanzwesen, ohne Erfolg. Dafür waren seine Gitarrenkünste so weit gediehen, dass er mit Scott Stapp eine eigene Band gründete, zu der auch Brian Marshall und Scott Phillips gehörten. Diese Gruppe wurde unter dem Namen Creed weltbekannt.
Das erste Lied, das die Band einspielte, hieß Grip My Soul. Sie gründeten den Musikverlag Blue Collar Records und produzierten in eigener Regie ihr erstes Album My Own Prison in einer Auflage von 6000 Stück. Dann begannen sie eine US-Tournee, zunächst mit mäßigem Erfolg. Der Durchbruch gelang, als ein lokaler Radiomoderator von der Band erfuhr und die Stücke spielte. Danach erreichte die Band nach und nach weltweite Bekanntheit. Das zweite Studioalbum der Gruppe Human Clay gehört in den USA zu den 100 meistverkauften Alben überhaupt. Für das Lied With Arms Wide Open erhielt Tremonti gemeinsam mit seiner Band einen Grammy Award.
2001 bekam Tremonti von der Gitarrenfirma Paul Reed Smith sein eigenes Gitarrenmodell. Damit war er der zweite Gitarrist nach Carlos Santana, dessen Signaturemodell Paul Reed Smith verkaufte. Er verließ Creed und begann neue Projekte, etwa mit Submersed oder Troy Stetina. Er spielte auch als Gast bei verschiedenen anderen Bands. Tremonti ist seit 2003 mit seiner Frau Victoria verheiratet. Die beiden haben zwei Söhne, die 2005 und 2008 zur Welt kamen. 2021 wurden Mark und seine Frau erneut Eltern, ihre Tochter Stella wurde mit dem Down-Syndrom geboren. Die Familie lebt in Florida.
Zusammen mit Scott Phillips, Brian Marshall und dem Sänger Myles Kennedy gründete er 2004 die Band Alter Bridge, die bald ihr erstes Album One Day Remains aufnahm und damit tourte. Fünf Jahre später schlossen sich Creed wieder zusammen. Die Band Alter Bridge besteht dennoch weiterhin, sodass Tremonti in zwei Musikgruppen als Gitarrist fungiert.

## Einflüsse und Stil

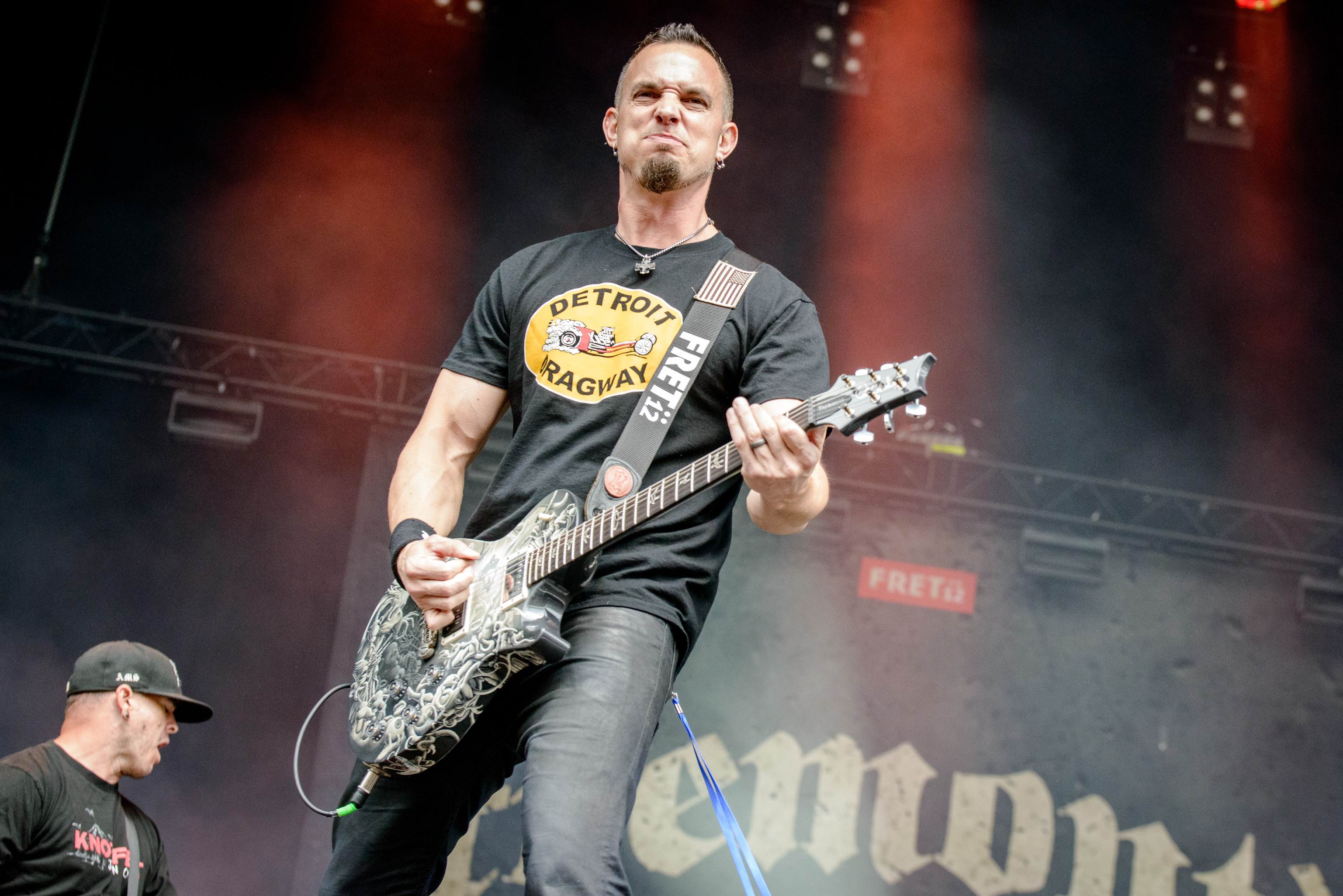
Tremonti (2016)

Tremonti bezeichnet sich selbst als Metalfan und nennt unterschiedliche Metalbands, die ihn als Jugendlichen inspiriert haben. Dazu gehören Metallica, Celtic Frost, Anthrax oder auch Slayer. Gleichzeitig zählen Blues- und Rockgitarristen wie Eddie Van Halen oder Stevie Ray Vaughan zu seinen Lieblingsmusikern. Ebenfalls als Einflüsse nennt Tremonti, u. a. mit Soundgarden, Led Zeppelin, Journey oder Black Flag, Bands die ein breites Spektrum von Progressive Rock bis Grunge abdecken.
So hat Tremonti einen abwechslungsreichen Sound entwickelt, der sowohl metallische Riffs, als auch atmosphärische Fingerstyle-Melodien umfasst. Charakteristisch sind dabei häufig akustische Intros zu Songs. Beispiele für metallischere Lieder sind What If, Bullets oder Ode von Creed, sowie Find the Real, White Knuckles, Ties That Bind oder Metalingus von Alter Bridge. Ruhigere Parts finden sich z. B. in Faceless Man oder One Last Breath von Creed oder etwa Burn It Down und Watch Over You von Alter Bridge. Tremontis Musikstil wird von einigen Kritikern auch dem Post-Grunge zugeordnet, der selbst aber eine Mischung aus unterschiedlichen Stilen, ähnlich dem Alternative Rock, darstellt.
Tremonti hat es sich auf die Fahne geschrieben, das Gitarrensolo wieder mehr in die moderne Rockmusik einzubauen. So finden sich gerade bei Liedern von Alter Bridge  viele Gitarrensoli, bei denen Tremonti teilweise schnelle Leadsoli spielt. Beispiele hierfür sind Blackbird, Brand New Start, Slip to the Void oder Open Your Eyes.

## Equipment
Gemeinsam mit dem Hersteller PRS Guitars gab es einige Signature Modelle von Mark Tremonti, wie zum Beispiel die PRS SE Tremonti CA oder den PRS MT15 Röhrenverstärker.

## Soloprojekt
Bereits 2010 deutete Mark in einigen Interviews den Wunsch nach einem Soloalbum an. Zusammen mit seinem Freund Eric Friedman, welchen er vor vielen Jahren bei einer Musikmesse kennenlernte, plante er die Realisierung eines Soloalbums. Als Intention für sein Soloprojekt gibt Mark an, dass er einige Songs geschrieben hat, die weder zum Stil von Creed, noch zum Stil von Alter Bridge passen und um die es schade wäre, wenn man sie nicht veröffentlichen würde. Am 6. April 2011 verkündet Mark Tremonti über Facebook offiziell den Start seines Soloprojekts, das den Namen The Tremonti Project trägt. Mark Tremonti ist dabei als Frontmann erstmals nicht nur für die Leadgitarre verantwortlich, sondern auch für den Hauptgesang.

## Diskografie
| Solo - 2022: Tremonti Sings Sinatra mit Creed | mit Alter Bridge mit Tremonti |